# Sagadahoc County
Sagahadoc County ist ein County im Bundesstaat Maine der Vereinigten Staaten. Der Verwaltungssitz, die Shire Town, ist Bath. Es ist das flächenmäßig kleinste County Maines. Sein Name stammt von der Bezeichnung der ehemals hier ansässigen Indianer für den Unterlauf des Kennebec River, der das County durchfließt.

## Geographie
Nach Angaben dem U.S. Census Bureau hat das County eine Gesamtfläche von 959 Quadratkilometern. Davon sind 301 Quadratkilometer, entsprechend 31,41 Prozent, Wasserflächen. Das County grenzt im Uhrzeigersinn an die Countys: Kennebec County, Lincoln County, Cumberland County und Androscoggin County.

## Geschichte
56 Bauwerke und Stätten des Countys sind im National Register of Historic Places eingetragen (Stand 11. November 2017).

## Demografische Daten
Nach der Volkszählung im Jahr 2000 lebten im County 35.214 Menschen. Es gab 14.117 Haushalte und 9.641 Familien. Die Bevölkerungsdichte betrug 54 Einwohner pro Quadratkilometer. Ethnisch betrachtet setzte sich die Bevölkerung zusammen aus 96,49 % Weißen, 0,92 % Afroamerikanern, 0,31 % amerikanischen Ureinwohnern, 0,63 % Asiaten, 0,06 % Bewohnern aus dem pazifischen Inselraum und 0,38 % aus anderen ethnischen Gruppen; 1,21 % stammten von zwei oder mehr ethnischen Gruppen ab. 1,11 % der Bevölkerung waren spanischer oder lateinamerikanischer Abstammung.
Von den 14.117 Haushalten hatten 33,20 % Kinder und Jugendliche unter 18 Jahre, die bei ihnen lebten. 54,60 % waren verheiratete, zusammenlebende Paare, 9,60 % waren allein erziehende Mütter. 31,70 % waren keine Familien. 25,20 % waren Singlehaushalte und in 9,30 % lebten Menschen im Alter von 65 Jahren oder darüber. Die Durchschnittshaushaltsgröße betrug 2,47 und die durchschnittliche Familiengröße lag bei 2,96 Personen.

Alterspyramide des Sagadahoc Countys (Stand: 2000)

Auf das gesamte County bezogen setzte sich die Bevölkerung zusammen aus 25,80 % Einwohnern unter 18 Jahren, 6,60 % zwischen 18 und 24 Jahren, 30,50 % zwischen 25 und 44 Jahren, 24,90 % zwischen 45 und 64 Jahren und 12,30 % waren 65 Jahre alt oder darüber. Das Durchschnittsalter betrug 38 Jahre. Auf 100 weibliche Personen kamen 96,30 männliche Personen, auf 100 Frauen im Alter ab 18 Jahren kamen statistisch 93,10 Männer.
Das jährliche Durchschnittseinkommen eines Haushalts betrug 41.908 USD, das Durchschnittseinkommen der Familien betrug 49.714 USD. Männer hatten ein Durchschnittseinkommen von 34.039 USD, Frauen 24.689 USD. Das Prokopfeinkommen betrug 20.378 USD. 8,60 % der Bevölkerung und 6,90 % der Familien lebten unterhalb der Armutsgrenze. 12,20 % davon waren unter 18 Jahre und 6,40 % waren 65 Jahre oder älter.
|  |  |

## Städte und Gemeinden
Penobscot County ist unterteilt in zehn Verwaltungseinheiten: eine City und neun Towns. Die ehemalige Town Perkins ist heute unbewohnt und ein Unorganized Territory.
| Ortschaft          | Status | Einwohner (2020) | Gesamte Fläche [km²] | Landfläche [km²] | Bevölkerungsdichte [Einwohner / km²] | Gründung      |
| ------------------ | ------ | ---------------- | -------------------- | ---------------- | ------------------------------------ | ------------- |
| Arrowsic           | Town   | 477              | 28,0                 | 20,1             | 23,8                                 | 2. März 1841  |
| Bath (County Seat) | City   | 8.766            | 34,2                 | 23,6             | 371,9                                | 17. Feb. 1881 |
| Bowdoin            | Town   | 3.136            | 112,9                | 112,6            | 27,9                                 | 21. März 1788 |
| Bowdoinham         | Town   | 3.047            | 101,5                | 89,1             | 34,2                                 | 19. Sep. 1762 |
| Georgetown         | Town   | 1.058            | 167,2                | 48,1             | 22,0                                 | 13. Juni 1716 |
| Phippsburg         | Town   | 2.155            | 184,4                | 74,0             | 29,1                                 | 26. Jan. 1814 |
| Richmond           | Town   | 3.522            | 81,7                 | 78,8             | 44,7                                 | 10. Feb. 1823 |
| Topsham            | Town   | 9.560            | 92,2                 | 83,4             | 114,6                                | 31. Jan. 1764 |
| West Bath          | Town   | 1.910            | 38,9                 | 30,8             | 62,0                                 | 14. Feb. 1844 |
| Woolwich           | Town   | 3.068            | 107,7                | 90,9             | 33,8                                 | 20. Okt. 1759 |

Census-designated places
(Einwohnerstand: Census 2010)
- Bowdoinham (CDP) (2.889 Einwohner)
- Richmond (CDP) (1.940 Einwohner)
- Topsham (CDP) (5.931 Einwohner)

Unorganized Territory
- Perkins (Swan Island)